# Paradela (Barcelos)
Paradela é uma povoação portuguesa sede da Freguesia de Paradela do Município de Barcelos, freguesia com 8,36 km² de área e 789 habitantes (censo de 2021), tendo, por isso, uma densidade populacional de 94,4 hab./km².

## Demografia
A população registada nos censos foi:
| Distribuição da População por Grupos Etários | Distribuição da População por Grupos Etários | Distribuição da População por Grupos Etários | Distribuição da População por Grupos Etários | Distribuição da População por Grupos Etários |
| -------------------------------------------- | -------------------------------------------- | -------------------------------------------- | -------------------------------------------- | -------------------------------------------- |
| Ano                                          | 0-14 Anos                                    | 15-24 Anos                                   | 25-64 Anos                                   | > 65 Anos                                    |
| 2001                                         | 200                                          | 132                                          | 436                                          | 85                                           |
| 2011                                         | 155                                          | 119                                          | 456                                          | 120                                          |
| 2021                                         | 101                                          | 110                                          | 439                                          | 139                                          |

## Desporto
Grupo Desportivo e Recreativo «Os Moínhos» de Paradela, fundado a 3 de Maio de 1976 (Futebol de 11 - Campeonato Popular de Barcelos).